# Peperino Pómoro

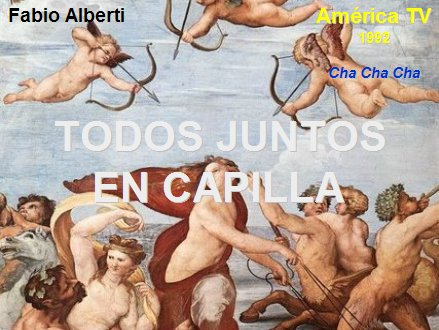
Peperino Pómoro, sketch de Fabio Alberti en Cha Cha Cha. El micro programa de ficción "Todos juntos en capilla", abría con diversas pinturas famosas, como ésta, "El triunfo de Galatea", de Rafael.

Peperino Pómoro es un mártir de ficción creado por el comediante argentino Fabio Alberti para su sketch "Todos juntos en capilla" del programa Cha Cha Cha (1992), sátira sobre los microprogramas televisivos religiosos de medianoche. El sketch fue criticado duramente por grupos ultraconservadores por considerarlo ofensivo a la religión católica, lo que llevó a las empresas que auspiciaban el programa a cancelar la publicidad y luego al levantamiento del sketch, después de haber emitido varios capítulos. Pese a la censura, Peperino Pómoro se ha convertido en un personaje de culto.

## Historia
Cha Cha Cha fue un programa de televisión argentino de humor surrealista y absurdo que comenzó a emitirse en la década de 1990 por la señal de América TV, siendo protagonizado por Alfredo Casero, Fabio Alberti y Diego Capusotto, entre otros.
Uno de sus sketches más renombrados fue Todos juntos en capilla, en el que un cura párroco predicaba mensajes religiosos a los televidentes difundiendo las enseñanzas del mártir Peperino Pómoro. Se trataba de una sátira absurda de aquellos programas de televisión religiosos, donde un pastor cuenta historias a la audiencia. Por esta razón recibió duras críticas por parte de grupos conservadores. Primero algunas empresas que compraban el espacio publicitario del programa dejaron de hacerlo. Finalmente, el sketch fue cancelado, aunque a lo largo de los años comenzó a ser considerado de culto. Los capítulos de Peperino Pómoro fueron compartidos por los seguidores, primero en casetes VHS, y luego a través de plataformas en línea como Youtube.

### Luego de Cha Cha Cha
En 2013, Fabio Alberti estrenó la obra teatral Peperino Superestar, presentando a este personaje junto con otros de su autoría.
Alberti inauguró su propio puesto de comidas rápidas en la ciudad de San Isidro, con platos cuyos nombres aluden a sus personajes. Allí, ofrece una salsa de tomates con el nombre de su personaje más famoso. La misma está preparada con tomates, aceite de oliva, ajo, hierbas, sal y pimienta, con una receta aprobada por la chef Dolli Irigoyen.

## Caracterización del personaje
Las experiencias de Peperino Pómoro, narradas por el cura interpretado por Fabio Alberti, lo caracterizan como un líder espiritual promiscuo con ciertas tendencias homosexuales. Peperino es definido varias veces como mártir latino y santo catódico. 
Nació el 24 de brete de milono seteinta y ocho junto al Río Miron en la ciudad de Chucrut en la provincia de Jejel. Era hijo de la unión de Balá, Casán y Vadalá. Balá a su vez era hijo de Moe y Carrá. Moe, hermano de Sam y Larry, era hijo de Yofré, quien a su vez era hijo de Yabrán, primer antepasado del Mártir Peperino. Tuvo una hija a la que bautizó con el nombre de "Bola de lomo".
Al parecer Peperino hablaba en una lengua llamada "jengibre" y su nombre en ese idioma significa "el que la tiene clara".
Disfrutaba de comer, especialmente asado y flanes "Serenito". Permitía que cualquiera se acercara a sus asados y solamente les pedía, a cambio, que trajeran el vino. Sin embargo Peperino nunca tomaba vino y consideraba al vino como una ofrenda para poder participar del asado y tener derecho a la mejor parte. 
Es habitual en los relatos sobre la vida del Mártir Peperino la incomprensión de sus seguidores, y en particular ser perseguido por degenerado y homosexual, generalmente con la acusación de ¡Peperino se la come!.
Sus enseñanzas están reunidas en el "Peperino Pómoro Regulandum Regulatis" y las canciones de su culto en el librito "Cantate algo, Peperino".

### Sus discípulos
Tuvo cuatro discípulos principales: Libé, Tomé, Sobé y Lamí. Lo conocieron cuando lo encontraron solo en el desierto, y le dijeron: "Hi Peperino!". Y Peperino respondió: "Yo soy Peperino, íntimo de Andino, Yo soy aquel que tenía un Torino".
Otros grupos de discípulos menos importantes fueron:
- Lavé, Fregué y Sequé;
- Planché, Barrí y Tendí
- Luis, Pedro y Tony[15]
- Lamí, Jamón, Salamé y Chucrú[18]
- Salí y Volví.[19]

### El estado de Shaquira
Uno de los objetivos del rito peperianal es alcanzar el estado de Shaquira. Para ello es necesario "reflexionar con hondo tazón, y verdadero teflón". El estado de Shaquira es un verdadero estado de "babia peperianal".

### La creación
De acuerdo con Peperino Pómoro, al comienzo "no había nada, nada nada y estaba él solo", con hambre. Entonces dijo: "Quiero comer" y así creó el bife y el asado. Luego dijo: "quiero algo dulce" y creó el flancito. Luego de comer, comenzó a sentir sueño y dijo: "quiero dormir siesta" y creó el colchoncito. Así fue creando todo lo demás.

### Los pecados capitales
Según Peperino Pómoro, existen siete pecados capitales:
- luxación
- palpitación
- genuflexión
- insolación
- nebulización
- martinización
- estoparización

### Las parábolas
Era habitual que el Mártir Peperino «parabolara» a sus seguidores. Algunas de sus parábolas son:
- La primera bayoneta del mártir y los caspios.
- Peperino en la casa de Manú, el psicótico depresivo paranoide.
- Parábola del milagro de la niña púber.[22]
- Parábola del Sonmo.[23]
- Parábola del chancho asado a las brasas y adobado.[24]

### Los milagros
Peperino Pómoro realizó incontables milagros, entre ellos:
- Logra dejar sin dientes al niño.[25]
- La multiplicación de la mayonesa por el bien del canapé, también conocido como la mayonización de las bodas de Balá.[26]
- La curación del zezeozo con un bezo.[27]
- Sanación de la virginidad de Daniel Q. de Olivos.[16]
- La curación de la colitis del hombre corpulento.[28]
- La curación del hipo al tipo que no se le iba con nada.[29]
- Logra convertir 500 litros de champán importado en un litro de agua.
- Endereza los ojitos de una niña de 15 años bizca.

### La martinización
Peperino Pómoro es siempre identificado como mártir por haber sido martinizado, aunque los detalles de su martinización no son claros. Se sabe que el Mártir Peperino fue calcinado en las llamas de Madariaga, pero no parece haber muerto en ese momento, porque una de las conmemoraciones de la liturgia peperianal se refiere a su Primera Calcinación. Se sabe también que "sufrió nebulizaciones", y que una de las principales celebraciones de la liturgia peperianal es el Día de su Primera Nebulización.

### Máximas
Peperino Pómoro transmitía sus enseñanzas en forma de máximas atractivas y pedagógicas. Estas son algunas de ellas:
- "Es más probable que la manzana sea red, a que la red sea manzana".
- "Así como el poroto no es monocotiledón, no seamos monocotiledones nosotros. Seamos el pistilo que se mece al viento".
- "Es más posible que un salamín sea milano, a que un jamón sea serrano".
- "Es más posible, pero mucho más posible que un peperiano entre a la casa de Peperino sin golpear, a que el mártir Peperino nos haga pasar sin llamar".
- "Ven con nosotros a caminar, en zapatillas ven, ven con nosotros a caminar. Venite en jogging también."
- "Yo soy Peperino, el que nunca entró al casino. Yo soy aquel que tocaba la trompeta con Eddie Pequenino."
- "Es más fácil, pero mucho más fácil, que el tomate sea perita que la pera tomatito".
- "Aquel que padece calvicie, no padece un osito".[16]
- "No mezcleis el vino con la sandía".[16]
- "Debemos ofrendirnos con ofrendas de vino, si queremos obtener la recompensa de la parte del medio del vacío".[15]
- "Por que soy un tipo macanudo es que ando desnudo".[31]
- "Yo soy Peperino, mártir del camino, yo soy aquel que se tomó un bondi a Pergamino/Que se comió los huevos con el tocino/Que le tocó la corneta a Fantino".
- "Yo soy Peperino, el que nunca toma vino, yo soy el que le pone la salsa a los canelone".
- "Es más posible, mucho más posible, que un potus florezca en primavera, a que un ángel pase con una remera".
- "Es más posible, pero mucho más posible, que un peregrino tenga pie de atleta a que a un pato le salgan tres aletas".
- "Es más posible, pero mucho más posible, que el sauce sea llorón, a que el llorón sea sauce".
- "Es más posible, que un turco coma tuercas, a que un moscovita coma moscas".
- "Aquel que tenga sabañones, que se los moje".
- "No es bueno comer lechón en día de gastritis".
- "Sacad la basura después de las ocho".
- "En caso de emergencia, rompa el vidrio con el martillo".
- "Es más posible, que un elefante habite un departamento de un ambiente, a que un camello maneje un cero kilómetros".
- "Es más posible que el rico sea cada vez más rico a que un pobre ande en triciclo".
- "Suertudos aquellos faltos de vello, pues no ensuciarán los jabones".
- "Felices los pochoclos, pues irán al cine gratis".

### Cánticos
El librito "Cantate algo, Peperino" reúne los cánticos de la liturgia peperianal. Algunos de ellos son:
- "Osana, osana, osana, colita de rana, si no osana hoy, osanará mañana".[32]
- "Opa opa opa, que rica está la sopa".[24]
- "Peperino por siempre vendrá, Él pronto traerá alegría al hogar, la empanada y la marmita de Peperino aquí esta".[31]
- "La vigilia café café".[33]
- "Tripodo".[29]
- "Nos decimos "chau chau chau, chau chau chau, chau chau chau", nos decimos "¡chau chau chau, y hasta la vez que viene!"

### Fiestas peperianales
Algunas de las fiestas más destacadas de la liturgia peperianal son:
- 24 de brete: Día de la Nacitividad del Mártir Peperino.[11]
- 7 del membre: Día de la Soñorización del Mártir Peperino Pómoro en la ciudad de Tandil, provincia de Córdoba, capital del sordo sacramental.[34]
- 29 del membre: Día de la Nebulización del Mártir Peperino Pómoro junto al Rolo Puente.[35] en la ciudad de Jadad.[16]
- 24 de febrero (más o menos): Día de Chunchuna Peperiana.[36]
- Poco antes de la primavera: Día del Primer Osobuco del Mártir Peperino en la ciudad de Cafrune.[37]
- 38 de curtiembre: Día de la Polinización del Mártir Peperino Pómoro.
- 8 de agoto: Senborisación de la Cuartagésimanona Ovulación del Mártir Peperino Pómoro en el Puerto Poyensa.[38]
- Minutlo del sete: Día de la Pasteurización del Mártir Peperino Pómoro en la ciudad de Clericot.[39]
- En noviembre: Día de la Primera Mayonización del Mártir Peperino Pomoro en las bodas de Balá.[7] (días de garnacha y gazpacho Peperianal)[26]

Otras celebraciones de fecha incierta: 
- La Primera Papilla del Mártir junto a los Putines Descalzos Contemplativos del Gremio.
- La Primera Genuflexión del Mártir Peperino Pómoro en la ciudad de Jaroslavski.[40]
- Día de la Primera Indigestión del Mártir Peperino en el Quincho de Balá.[7] (día de gastritis peperianal)[24]
- Día del Cotonete Sancramental.[31]
- Día del Primer Berrinche.[41] del Mártir Peperino Pómoro.[42]
- Ticuaro na gosto de 1931: La primera nebulizacion del Mártir en las Termas de Amaretto.